# ソニーデジタルネットワークアプリケーションズ
ソニーデジタルネットワークアプリケーションズ株式会社は、ソフトウエアに関する事業を行っているソニーグループの企業。ソニーの完全子会社。

## 概要
- 所在：東京都品川区東五反田2丁目21番28号
- 設立：2000年（平成12年）8月
- 資本金：1億円
- 代表者
  - 代表取締役社長：田中陽三